# Mistrzostwa Świata Mężczyzn w Curlingu 1978
Mistrzostwa Świata Mężczyzn w Curlingu 1978 zostały rozegrane w dniach 27 marca–2 kwietnia w Winnipeg Arena (Winnipeg, Kanada). Rywalizowało ze sobą 10 reprezentacji.

## Reprezentacje
| Kraj              | Reprezentanci                                                              |
| ----------------- | -------------------------------------------------------------------------- |
| Dania             | Arvid Petersen, Arne Pedersen, John Christiansen, Erik Kelnaes             |
| Francja           | Pierre Boan, Pierre Duclos, Honore Brangi, Jean-Claude Gachet              |
| Kanada            | Ed Lukowich, Mike Chernoff, Dave Johnston, Ron Schindle                    |
| RFN               | Keith Wendorf, Sascha Fischer-Weppler, Balint von Bery, Heino von L'Estocq |
| Norwegia          | Kristian Sørum, Morten Sørum, Eigil Ramsfjell, Gunnar Meland               |
| Stany Zjednoczone | Bob Nichols, Bill Strum, Tom Locken, Bob Christman                         |
| Szkocja           | James Sanderson, Iain Baxter, Willie Sanderson, Colin Baxter               |
| Szwajcaria        | Fred Collioud, Roland Schneider, René Collioud, Kurt Schneider             |
| Szwecja           | Tom Schaeffer, Svante Ödman, Fred Ridderstad, Claes-Göran Carlman          |
| Włochy            | Leone Rezzadore, Roberto Zangara, Franco Caldara, Roberto Bocus            |

## Wyniki

### Klasyfikacja końcowa
| #  | Kraj              |
| -- | ----------------- |
| 1  | Stany Zjednoczone |
| 2  | Norwegia          |
| 3  | Kanada            |
| 4  | Szwecja           |
| 5  | Szkocja           |
| 6  | RFN               |
| 7  | Francja           |
|    | Szwajcaria        |
|    | Włochy            |
| 10 | Dania             |

### Finał
|                   | Wynik |          |
| ----------------- | ----- | -------- |
| Stany Zjednoczone | 6 – 4 | Norwegia |

### Półfinał
|          | Wynik |                   |
| -------- | ----- | ----------------- |
| Norwegia | 6 – 2 | Kanada            |
| Szwecja  | 5 – 6 | Stany Zjednoczone |

### Tie-breaker
|         | Wynik |          |
| ------- | ----- | -------- |
| Szkocja | 1 – 4 | Norwegia |

### Round Robin
| Sesja |                   | Wynik  |                   |
| ----- | ----------------- | ------ | ----------------- |
| 1     | Kanada            | 14 – 3 | Norwegia          |
|       | RFN               | 8 – 4  | Francja           |
|       | Szwecja           | 10 – 4 | Szwajcaria        |
|       | Stany Zjednoczone | 5 – 4  | Szkocja           |
|       | Włochy            | 9 – 4  | Dania             |
| 2     | Szwecja           | 8 – 3  | Dania             |
|       | Norwegia          | 3 – 9  | Stany Zjednoczone |
|       | Francja           | 6 – 5  | Włochy            |
|       | Szwajcaria        | 6 – 3  | Kanada            |
|       | Szkocja           | 4 – 7  | RFN               |
| 3     | Szkocja           | 5 – 3  | Włochy            |
|       | Dania             | 5 – 11 | Kanada            |
|       | RFN               | 6 – 7  | Norwegia          |
|       | Szwecja           | 11 – 4 | Francja           |
|       | Stany Zjednoczone | 5 – 4  | Szwajcaria        |
| 4     | Stany Zjednoczone | 7 – 5  | Francja           |
|       | Włochy            | 8 – 3  | Szwajcaria        |
|       | Kanada            | 4 – 6  | Szkocja           |
|       | Dania             | 7 – 5  | RFN               |
|       | Norwegia          | 7 – 8  | Szwecja           |
| 5     | Dania             | 5 – 8  | Szkocja           |
|       | Kanada            | 9 – 3  | RFN               |
|       | Stany Zjednoczone | 7 – 9  | Szwecja           |
|       | Norwegia          | 11 – 3 | Włochy            |
|       | Szwajcaria        | 8 – 7  | Francja           |
| 6     | Norwegia          | 9 – 6  | Szwajcaria        |
|       | Francja           | 5 – 7  | Dania             |
|       | Włochy            | 3 – 12 | RFN               |
|       | Kanada            | 8 – 6  | Stany Zjednoczone |
|       | Szwecja           | 4 – 10 | Szkocja           |
| 7     | Francja           | 6 – 8  | Kanada            |
|       | Szkocja           | 6 – 7  | Norwegia          |
|       | Szwajcaria        | 7 – 5  | Dania             |
|       | Włochy            | 5 – 3  | Szwecja           |
|       | RFN               | 4 – 7  | Stany Zjednoczone |
| 8     | Włochy            | 3 – 5  | Stany Zjednoczone |
|       | Szwecja           | 5 – 8  | Kanada            |
|       | Szkocja           | 2 – 6  | Francja           |
|       | RFN               | 7 – 2  | Szwajcaria        |
|       | Dania             | 3 – 8  | Norwegia          |
| 9     | RFN               | 3 – 8  | Szwecja           |
|       | Szwajcaria        | 3 – 10 | Szkocja           |
|       | Dania             | 4 – 6  | Stany Zjednoczone |
|       | Francja           | 5 – 4  | Norwegia          |
|       | Kanada            | 9 – 2  | Włochy            |